# Ardiles Rumbiak
Ardiles Rumbiak (sinh ngày 1 tháng 5 năm 1986 ở Biak, Biak Numfor Regency, Papua) là một cầu thủ bóng đá người Indonesia hiện tại thi đấu cho PSBS Biak Numfor ở Liga Indonesia Premier Division (LI).